# Tomme de Savoie
 (mai 2010).
Si vous disposez d'ouvrages ou d'articles de référence ou si vous connaissez des sites web de qualité traitant du thème abordé ici, merci de compléter l'article en donnant les références utiles à sa vérifiabilité et en les liant à la section « Notes et références ».
La tomme de Savoie est un fromage produit en France dans la région alpine de Savoie, regroupant les départements de la Savoie et de la Haute-Savoie.  Son appellation est protégée par une indication géographique protégée.
À l'origine élaborée par les familles paysannes pour leur subsistance, la tomme est aussi sans doute le plus ancien des fromages de Savoie. Il fait partie du patrimoine économique et culturel des deux départements.
Quand les fromages sont destinés au commerce, ils arborent la marque de certification « Savoie »; depuis 1996, l'utilisation de l'appellation tomme de Savoie est soumise aux conditions énoncées dans le cahier des charges du label officiel de l'Union européenne Indication géographique protégée (IGP).
Sa période de consommation idéale s'étend d'août à février.

## Étymologie
De l'ancien provençal « toma », du latin populaire « toma » (« fromage gras »), du celtique « tom » (« masse »).

## Historique

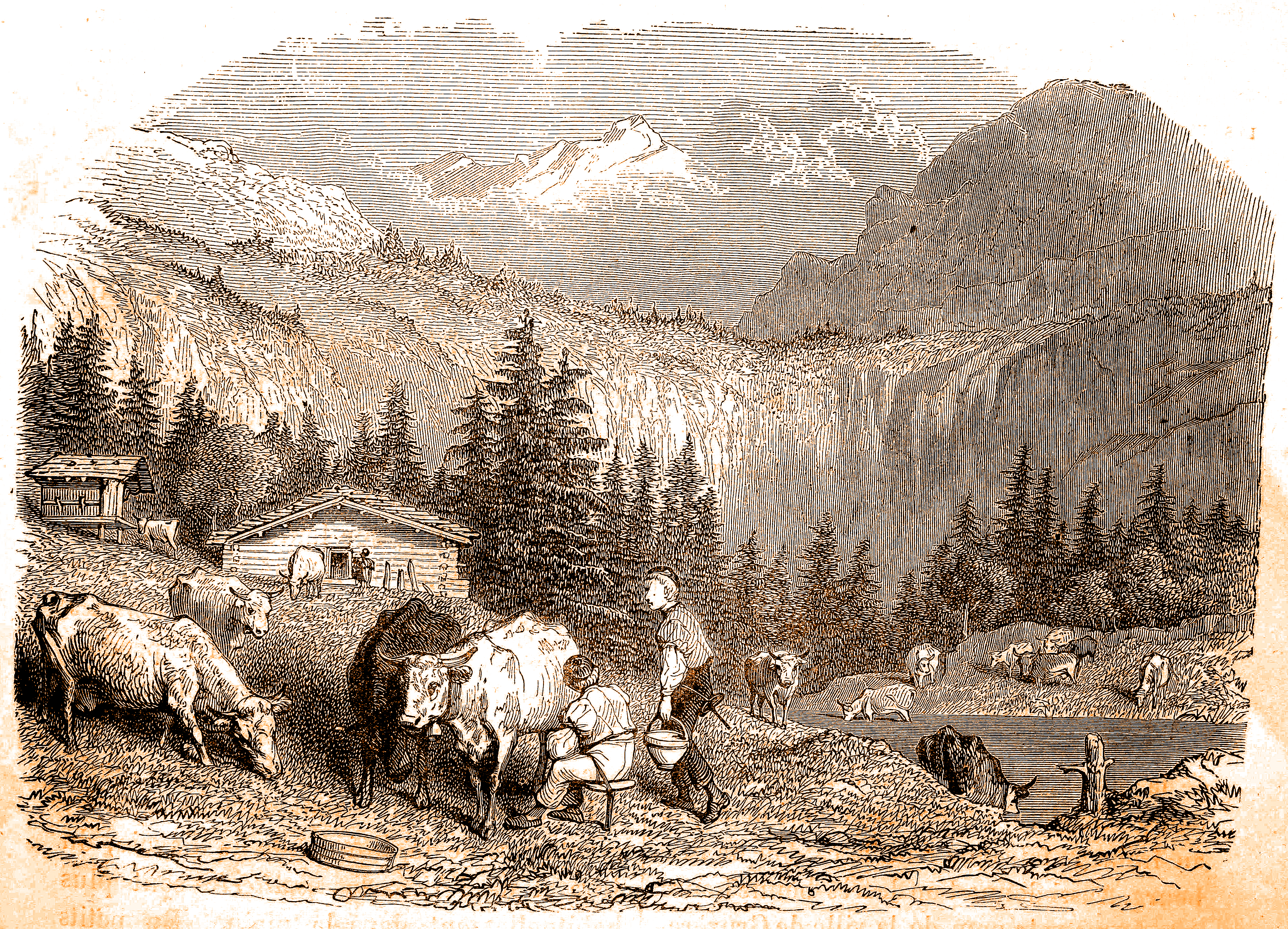
Traite des vaches dans les Alpes au XIXe siècle.

La tomme, doyenne des produits fromagers de Savoie, fut primitivement un fromage élaboré pour utiliser le lait écrémé, reliquat de la fabrication du beurre. Elle était uniquement consommée dans les alpages et dans les chalets. Ses origines paysannes expliquent son apparence rustique.
Destinée à une consommation quotidienne et familiale, la tomme de Savoie n'était connue et vendue qu'à quelques marchés locaux. C'est un fromage au lait de vache des races Tarine (Tarentaise) et Abondance. Le lait de vache de la race Montbéliarde a été inclus plus tard, ainsi que récemment, et en partie, celui de la race Prim'Holstein avec obligation de ne pas dépasser les effectifs d'origine. Le mot « tomme » est donné aussi à des fromages de chèvre d'aspect similaire hormis leurs dimensions.
La tomme de Savoie est un fromage à pâte pressée non cuite, d'un poids moyen de 1,6 kg. L'emprésurage s'effectue entre 30 et 35 °C à partir d'une présure issue de la caillette du veau puis, après brassage, la tomme est moulée puis salée. La croûte, toujours grise, est couverte de moisissures jaunes ou rouges et elle est parfois percée de trous, au même titre que la pâte.

## Consommation
Sa période de consommation optimale s'étale de juin à octobre après un affinage de 10 semaines, en caves avec des soins de frottage et retournement pour que la croûte fleurie se développe. Mais elle est aussi excellente de mars à décembre. Sa pâte, blanche à jaune pâle, est collante et dégage une odeur de cave ou de moisi. Elle fond dans la bouche, et développe un goût de noisette. Les tommes fabriquées avec du lait issu de bêtes pâturant l'été sont plus parfumées.
Il existe 3 types de tomme de Savoie : une production fermière identifiée grâce à une pastille verte si destinée au commerce; une production de fruitière (dénomination locale d'une « coopérative agricole ») identifiée par une pastille rouge; une fabrication industrielle sans pastille.
Depuis fin 2003, le pourtour des tommes de Savoie destinées au commerce est paré de la marque « SAVOIE » en lettres capitales, à l'aide d'une inscription au jet d'encre, issue d'une technique conforme aux normes de sécurité alimentaire.

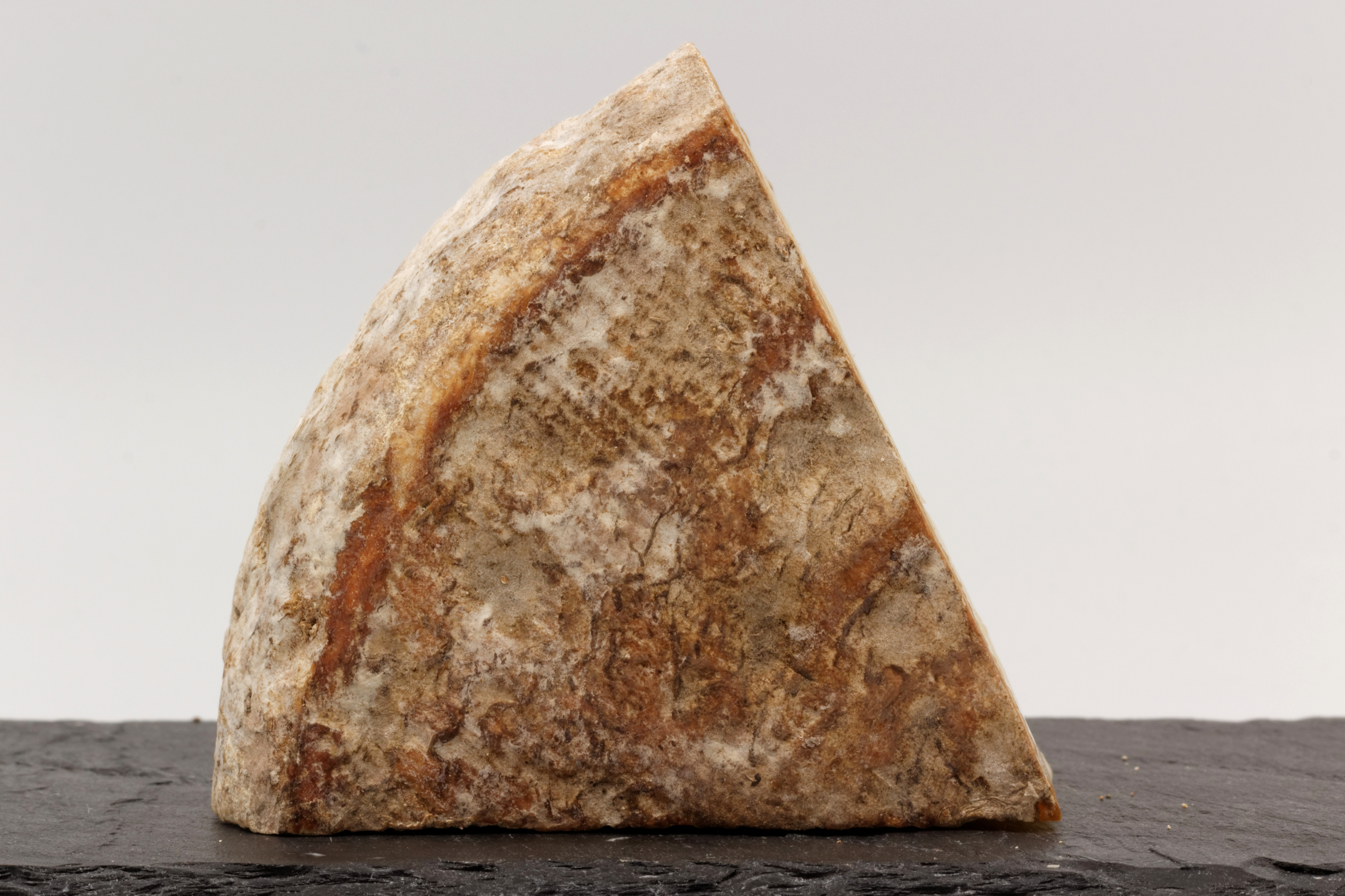
Croûte
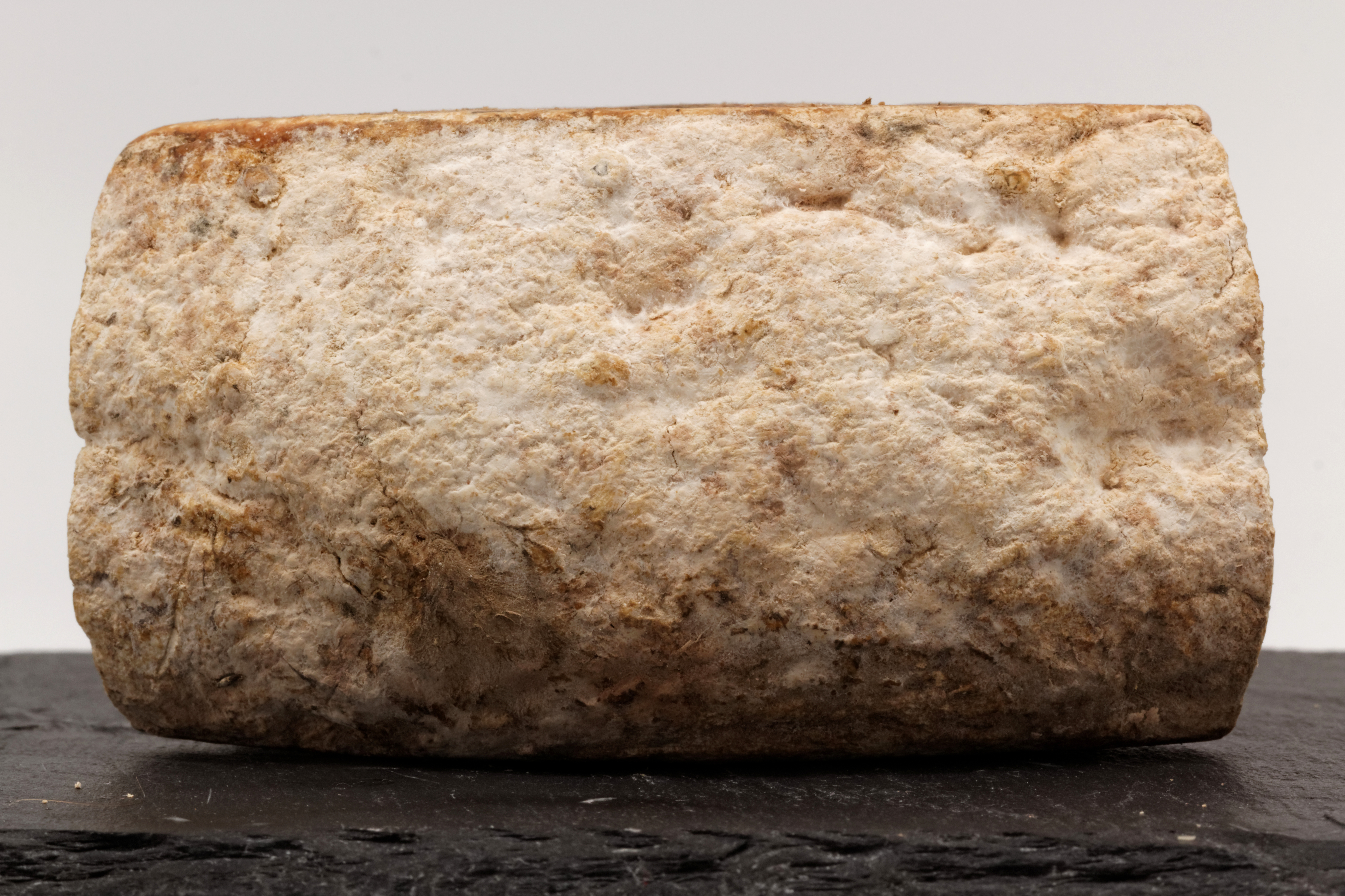
Croûte
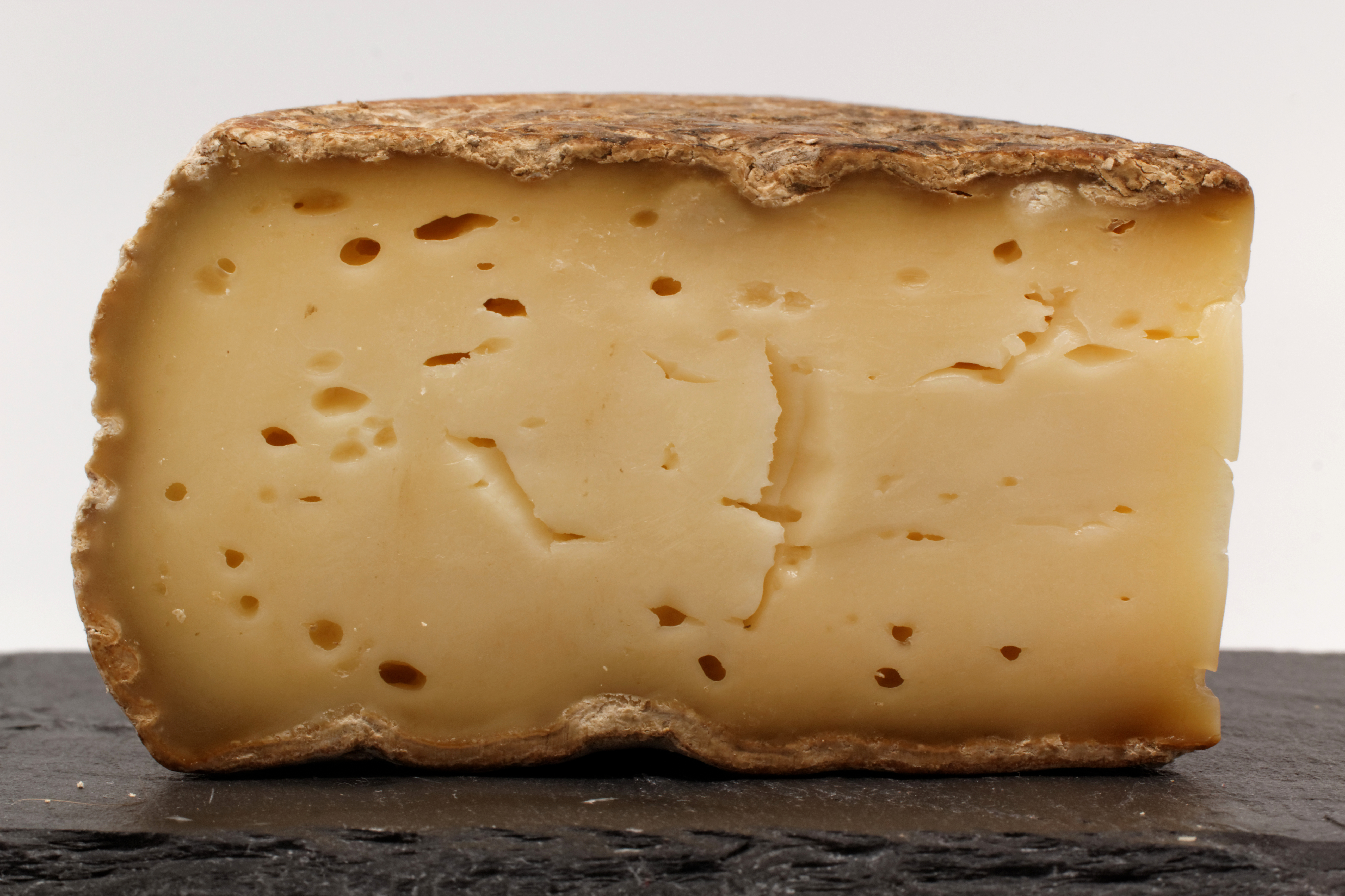
Pâte

## Les chiffres de la production destinée au commerce

### En 2002
- Lait : 63 millions de litres produits par 950 agriculteurs-producteurs, de Savoie et de Haute-Savoie, mais aussi de trois communes de l'Ain (Anglefort, Corbonod et Chanay).
- Tonnage : 6 300 tonnes produites par 20 coopératives fromagères-affineuses et par 12 affineurs. S'ajoutent, une trentaine d'agriculteurs producteurs fermiers, maîtrisant la production du lait, sa transformation en fromage et son affinage, commercialisant parfois via la vente directe.
- Le poids moyen d'une tomme de Savoie courante varie entre 1,2 et 2 kilogrammes, avec un pourcentage en matière grasse, entre 20 et 45 %.

### En 2016

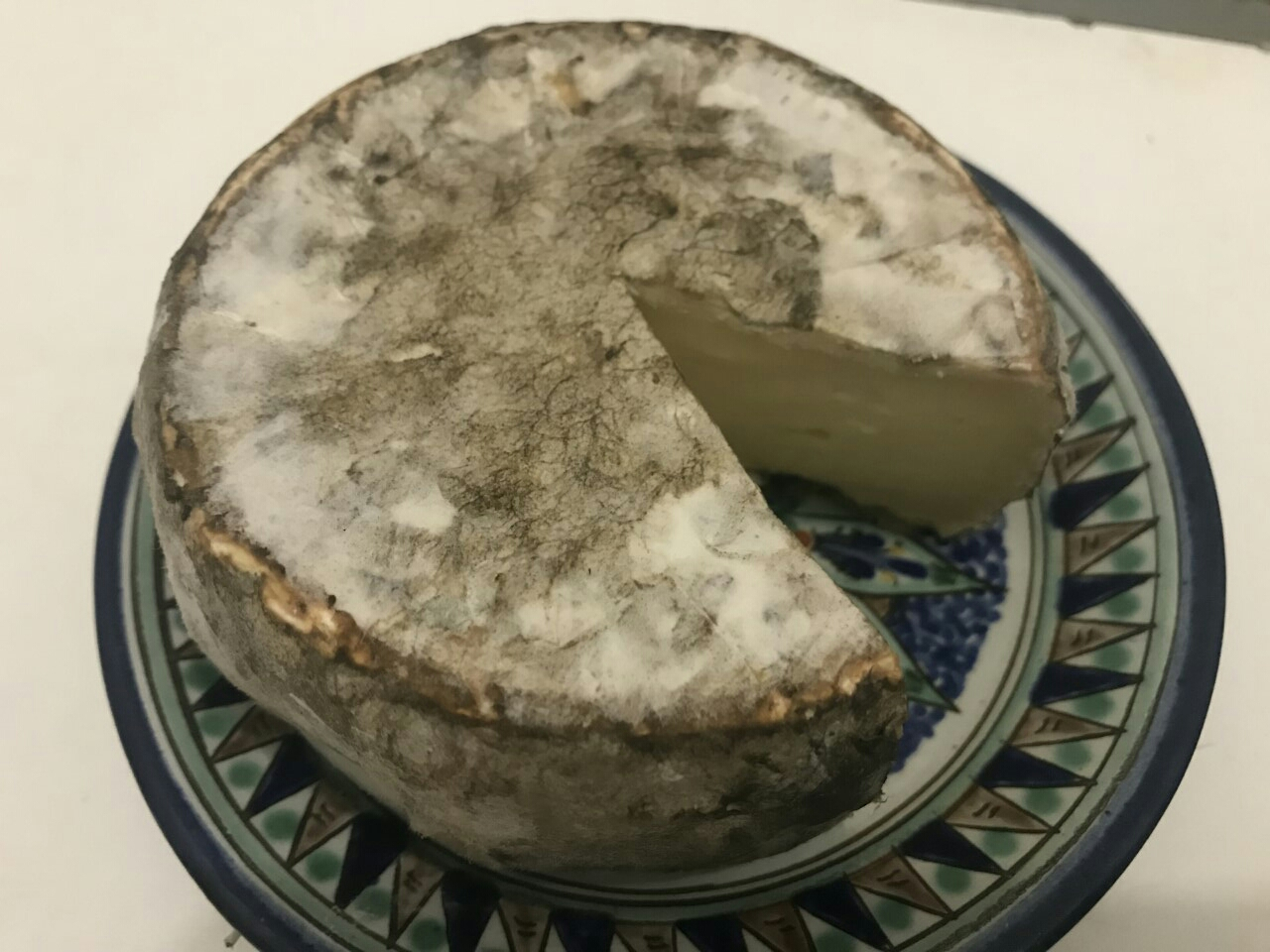
Tommette de Savoie

Pour l'année 2016, le tonnage est de 6 400 tonnes pour environ 700 producteurs de lait répartis en Savoie, Haute-Savoie et dans les  communes limitrophes de l'Ain et de l'Isère. 30 producteurs fermiers et près de 30 fruitières et caves d'affinage assurent la production de la tomme.

## Différentes variétés
- Tomme des Allues (origine : Méribel et environs [Haute Tarentaise]) : tomme de lait de chèvre. Fromage de 20 à 25 cm de diamètre, pour un poids de 3 à 4 kg.
- Tomme boudane (origine : Savoie [principalement : Les Bauges et Les Bellevilles]) : tomme de lait de vache. Fromage d'une vingtaine de centimètres de diamètre, pour un poids de 1,8 à 3,5 kg.
- Tomme au fenouil (origine : vallée des Aravis, à l'ouest du mont Blanc [Savoie]), et dans le massif des Bornes, immédiatement plus à l'ouest) : tomme de lait cru de vache, à pâte pressée, parfumée au fenouil. L'appellation fenouil est couramment utilisée car elle est immédiatement compréhensible. En fait il s'agit du carum carvi L. (carvi), qui pousse localement dans les champs vers 1 200 m d'altitude, et qui est différent, sur le plan botanique, du cumin, principalement cultivé en Inde. En arpitan (franco-provençal), le carvi s'appelle au Mont-Saxonnex tseru ou tcheru.
- Tomme au marc (origine : principalement Bauges, Tarentaise et Beaufortin [Savoie]) : tomme de lait de vache partiellement écrémé. Fromage d'une vingtaine de centimètres de diamètre, pour un poids de 1,5 à 1,8 kg. C'est un produit de fort caractère et au goût très aromatisé. Ce fromage de vache à pâte pressée non cuite macère durant un mois dans un récipient rempli de marc de raisin afin qu'il s'imprègne du goût de cet alcool. C'est une tomme très compacte qui accroche au palais. On la consomme en général dès l'automne jusqu'à la fin de l'hiver.
- Tomme céronnée : ce fromage est volontairement « oublié » en cave, sans brossage de la croûte, pour laisser le temps aux cirons, petits acariens spécifiques des croûtes de fromage, de se développer et de produire leurs arômes typiques de noix et d’épice. La tomme céronnée est affinée au minimum 3 mois dans les caves[4].

## Tommes de terroir

### Tomme du Mont-Cenis
La Tomme du Mont-Cenis est fabriquée dans la région du col du Mont-Cenis et pèse entre 5 et 6 kg.

### Tomme de la Tarentaise
La Tomme de la Tarentaise est fabriquée dans la région de la vallée de la Tarentaise et pèse entre 2 et 2,5 kg.

### Abondance
L'Abondance est fabriquée dans la région d'Abondance (à l'est du Chablais) et pèse en moyenne 3 kg, mais certaines peuvent atteindre 7 à 8 kg.

### Tomme crayeuse
La Tomme crayeuse est blanche.

### Tome des Bauges
La Tome des Bauges est fabriquée dans la région du massif des Bauges et pèse en moyenne 1 kg. Elle bénéficie d'une appellation d'origine protégée (AOP).
Note : l'orthographe exacte de la tome des Bauges ne comporte qu'un seul « m ». En effet, le mot vient du dialecte savoyard toma (fromage fabriqué dans les alpages).